# Милица Павловић
Милица Павловић (Ајнзиделн, 11. август 1991) српска је певачица и глумица. У јавности се истакла 2011. када је била учесница шесте сезоне музичког такмичења Звезде Гранда. До сада је објавила пет студијских албума — Говор тела (2014), Богиња (2016), Заувек (2018), Посесивна (2022) и Лав (2023) — као и мини-албум Милијарда (2024). Глумила је главну улогу у првој сезони серије Певачица (2021).

## Живот и каријера

### 1991—2011: Детињство, младост и почетак каријере
Милица Павловић је рођена 11. августа 1991. године у Ајнзиделну, али је детињство провела са баком и деком у селу Горњи Буниброд поред Лесковца. Павловићева је одрасла у веома специфичним околностима и кроз своје јавне иступе често истиче како су јој бака и дека најбитније особе у животу. Музика је од малих ногу постала њена љубав, па је још као мала певала у хору и учествовала на разним музичким такмичењима.
Милица Павловић је завршила средњу музичку школу „Станислав Бинички” у Лесковцу, теоретски одсек, а поседује и диплому музичког сарадника. Такође је завршила и две године гимназије у Швајцарској. Након што је завршила средњу музичку школу, Милица је уписала Факултет за културу и медије Мегатренд универзитета, смер Односи са јавношћу, на којем је дипломирала 2014. године.
Паралелно са средњом музичком школом у Лесковцу, Милица је похађала и школу поп музике Александре Радовић. Као најбољи полазник ове школе Милица је на поклон добила песму „Дођи” коју је компоновала Леонтина Вукомановић, а са којом је наступила 2010. године на Радијском фестивалу и то је уједно било њено прво медијско појављивање. Након одлуке да се пријави за музичко такмичење Звезде Гранда, Александра Радовић је изјавила да је Милица добар певач, да јој најбоље лежи страна музика и да је она није подржала у овој одлуци.

### 2012—2015:Звезде ГрандаиГовор тела
На наговор својих пријатеља Милица је одлучила да се пријави за такмичење Звезде Гранда у сезони 2011/12. године и већ на самој аудицији је привукла пажњу Саше Поповића. Већ након првог наступа Милица је због специфичног сценског наступа изазвала огромну пажњу и интересовање публике, па се око сваког њеног новог појављивања подизала прашина и мишљења су била опречна. У такмичењу је певала песме Даре Бубамаре, Ане Кокић, Северине, Александре Радовић, Марије Шерифовић, Селме Бајрами, Милене Вучић, Неде Украден, Раде Манојловић, Секе Алексић, Милице Тодоровић и Ријане. Такође је током такмичења наступила са Ацом Лукасом, а са колегама из такмичења певала је његове песме "Луда глава балканска" (са Харисом Скарепом) и "Далеко си" (са Николом Бокуном). Снимила је и нову верзију песме "Радо би те ми" коју у оригиналу пева Рада Манојловић. Милици су се у овој песму придружили певачи Бранислав Мојићевић, Стеван Анђелковић,Саша Капор ,Драги Домић , Јоца Стефановић,Небојша Војводић . Она је тек недавно признала да су јој сва појављивања у емисији Звезде Гранда: Народ пита тешко падала јер је било доста телефонских укључења у којима је публика износила опречна мишљења о њој, па је због тога стално плакала. Ипак њена одлука да буде другачија и оригинална је уродила плодом, па је Милица успела да се пласира у само финале такмичења, освојивши седмо место и од продукције добила своју прву званичну песму.
Након што се пласирала у финале Звезде Гранда, од продукције је добила своју прву песму симболичног назива — „Танго”. Ову нумеру је компоновао румунски продуцент, и сама премијера песме је изазвала огромну пажњу. Милица је уз нумеру извела и ватрени плес, па је у једном моменту изула ципеле, што је у то време било веома интригантно публици која је пратила овај шоу. „Танго” је веома брзо постао огроман хит и најслушанија песма од свих учесника те сезоне. Наступ из емисије броји више од 10 милиона прегледа на сајту YouTube, који је у једном тренутку обрисан са сајта. Милица је због великог успеха ове нумере у целом региону добила и своју прву награду у каријери јер је освојила титулу „Хита године” у Хрватској, а она је у рекордном року постала један од најтраженијих извођача издавачке куће Grand Production. Песма првенац је била заправо обрада песме „Хайде”, бугарске певачице Андрее. Саша Поповић је у једној емисији изјавио, да је румунски продуцент скупо наплатио права на ову песму. Мање позната информација је да је Миличин сингл првенац био рађен за Елму Синановић, која је песму препустила млађој колегиници.
Након великог успеха песме „Танго” многи познати певачи су желели да сниме дует са њом, али је то пошло за руком Дејану Матићу, са којим је снимила нумеру „Чили” и тиме затворивши 2012. годину. Након ове нумере Милица је пожелела да сними модерну песму, па је тако настала нумера „Паклени план”, за коју је урадила и свој први видео спот. Ову нумеру Милица је представила великим перформансом у финалу такмичења Звезде Гранда, те тако још једном себе представила као комплетног перформера. Након успеха ове нумере стигла је песма „Sexy señorita”, која је постала њен заштитни знак будући да су публика и медији почели да је ословљавају „сењоритом” (госпођицом), због чега је она одлучила да носи управо то име на својим профилима на друштвеним мрежама. Иако је планирала да 2013. годину заокружи још једном песмом, нумера „Алиби” светлост дана угледала је почетком 2014. године. Ову песму је такође пратио атрактиван сценски наступ у свим емисијама, у којима се тада појављивала, те је публику тиме навикла да од ње увек очекује „комплетан пакет”. Песму је снимила за репером Нешом, урађен је и спот, у којем се појављује Драгана Мићаловић, Миличина добра другарица.
За музичке емисије Гранда снимила је неколико обрада: "Јутро је" (песма Наде Топчагић), "My number one" (песма Елене Папаризу), "А тебе нема" и "Лидо Лидија" (песме Бранке Соврлић), "Хајде да лудујемо" (песма Тајчи) и друге.
Након успешних синглова Милица је у строгој тајности радила са својим сарадницима на свом првом студијском албуму и објавила га је без икакве претходне најаве и рекламе. Албум Говор тела објављен је на лето 2014. године на њеном YouTube каналу. Павловићева је представила четири нове песме и спота за сваку од њих. Албум је постигао велики успех, те је Милица на додели награда Оскар популарности, одржаном у Хрватској добила награду за најбољи сценски наступ године за песму „Доминација”.
Након великог успеха албума првенца Милица је наставила да ниже успехе и хитове. Године 2015, објавила је нумеру под називом „Selfie”, коју је пратила и велика промотивна кампања. Она је за потребе спота са редитељем Александром Керекешом Кекијем организовала кастинг за манекенке. Ова нумера изазвала је огромно интересовање публике и постала велики хит. Лета исте године, Милица је представила и песму „Демантујем”, за коју је снимила веома провокативан спот у којем се по први пут појављује као плавуша. Иако је планирала да ову годину заокружи још једном песмом, нумера „La fiesta” објављена је почетком 2016. године Ова егзотична нумера веома брзо је постала хит, посебно међу омладином.

### 2016—2017:Богињаи глобална популарност
Егзотичном нумером „Љуби, љуби”, коју је објавила у јуну месецу Милица је најавила свој други студијски албум који је назван Богиња. Песма „Љуби, љуби” веома је брзо постала хит, а радило се о још једној обради. Крајем новембра месеца пред само представљање комплетног албума Милица објавила и дуетску песму „Још се браним ћутањем” са Аленом Исламовићем. Ова емотивна балада је побрала све позитивне критике од стране публике и музичких критичара. Средином децембра, Милица је у једном београдском хотелу организовала промоцију албума и медијима и публици представила исти. Албум је постигао огроман успех код публике и готово све нумере су постале хитови, о чему говори цифра од више од 240 милиона прегледа на сајту YouTube, док песма „Могла сам” има више од 57 милиона. Ова нумера је уједно и почетак Миличине сарадње са грчким композитором Фивосом, познатим такође по колаборацији са Јеленом Карлеушом.
Након гостовања код Огњена Амиџића у емисији Милица је у једном моменту постала главна тема светских медија. Наиме, њен атрактиван изглед привукао је велику пажњу светских медија, па су је поједини чак прогласили и најлепшом српском певачицом. Прво им је скренула пажњу својим изгледом, а затим су се појавили и чланци о њеним песмама и спотовима. Ови наступи су Милици обезбедили и концерте интернационалног типа, па је у Турској певала светском џет сету и милионерима.
Директор Гранд продукције, Саша Поповић, је након великог успеха албума Богиња у емисији Звезде Гранда истакао да је управо Милица највећа звезда коју је лансирало ово такмичење за 15 година.
Након невероватног успеха другог студијског албума Павловићева је објавила сингл „Оперисан од љубави”, у знак захвалности својој публици на толикој подршци и успеху. И на овој нумери је радила са грчким композитором Фивосом, док је високобуџетни спот инспирисан сценама из филма Малена. Песма је прво изазвала велико интересовање код публике, а затим је постигла и велики успех па је на додели награда Music Awards Ceremony освојила награду за највећи хит године.

### 2018—2021:ЗаувекиПевачица
Дуетску песму „Кидаш ме” са Ацом Лукас је компоновао Фибус, који је због овог дуета боравио неколико дана у Београду, како би урадио продукцију њихових вокала. Милица је за потребе ове нумере као текстописца ангажовала Љиљану Јорговановић, која је написала интригантан текст о деструктивној вези. Милица и Аца су комплетан пројекат урадили у тајности, па публика није могла да претпостави да су снимили песму. Иако су њих двоје одмах у старту објаснили да је реч о пријатељској љубави ова сарадња је изазвала бројне спекулације о томе да су њих двоје заиста заједно и да уживају у романси.
Милица је више пута током 2018. године изјављивала да вредно ради са својим сарадницима на новим песмама, али је комплетан пројекат држала у великој тајности. Средином децембра месеца Павловићева је без икакве најаве на сајту YouTube објавила промотивни тизер албума који је укључивао кратке делове свих песама. Као што је то био случај и када су претходни албуми у питању Милица је и овог пута екранизовала све нумере. Сам тизер је изазвао велику прашину код публике и за само два дана је забележио пола милиона прегледа. Милица је затим у два дана представила комплетан албум, а посебну пажњу је привукла информација да се по први пут опробала и као текстописац, будући да је написала текстове за песме „Заувек” и „Спаваћица”. Највећи успех са овог албума су постигле песме „Хеј жено”, „Тако ми и треба” и „Не сећам се”.
Средином маја месеца Милица је решила да се још једном захвали својим фановима на огромној подршци, а уједно и прослави 500 милиона прегледа на свом каналу YouTube. Павловићева је поводом овог резултата, који је поставио на позицију најуспешније младе звезде у региону, неколико месеци спремала наступ који је назвала „Заувек медли”. Поводом премијере наступа Милица је организовала гламурозну промоцију у једном луксузном хотелу у Београду. Читава промоција је била организована у стилу сетова који прате филмске премијере, а домаћа јавност је највише спекулисала о томе да је Милица у наступ уложила више од 17.000 евра.
Почетком септембра месеца 2019. године, Милица је објавила информацију да је постала бренд амбасадор познатог немачког бренда Deichmann SE, са којим је у сарадњи представила своју колекцију обуће. Милица је постала амбасадор за Србију и Босну и Херцеговину, а у оквиру саме кампање имала је и дружење са својим фановима у Београду и Сарајеву, где се са њом фотографисало неколико хиљада људи.
Павловићева је била гост на концерту Марије Шерифовић у Тузли, а убрзо затим и на концерту Цеце у Будви, која је истакла да у њој види будућу велику звезду и да на прави начин гради своју каријеру. Године 2018, Милица је била гост и на концерту Ане Бекуте у Сава центру, а Ана је истакла да је Милица једна од ретких која је максимално посвећена свом послу и да је због тога толико и успешна.
2020. је била гост певачици Јелени Карлеуша на youbox концерту, где су певале микс песама Секси сењорита, Лудача и Заувек.
Године 2021. остварила је своју прву глумачку улогу у серији Певачица, где је глумила главну улогу. Исте године Милица објавила је три песме: Црна Јутра, Дабогда Пропао и Око моје, који је уједно и дует са њеним колегом Сашом Матићем. Ове три песме су уједно и најава за њен четврти студијски албум који је најавила за 2022. годину.

### 2022—данас:ПосесивнаиЛав
Крајем марта 2022. године, Милица објављује званичну најаву за албум Посесивна који је објављен 11. априла. Оно што разликује овај албум од претходних јесте начин промовисања. У понедељак 11. априла на Првој српској телевизији емитован је Екслузив — Специјал у ударном термину. Гледаоци су имали прилику да чују како је изгледао цео процес прављења албума као и ко су све били сарадници. Након тога уследила је телевизијска премијера читавог албума, након чега је албум објављен музичким платформама. Песме које су се брзо издвојиле: Посесивна Бивша, Шећеру (дует са Албином), Нема жене, Проверено итд. Одржала је први солистички концерт "Краљица југа" 11.2.2023. у хали Чаир у Нишу. Након новог студијског албума Лав, снимила је дует са Јеленом Карлеушом и била гост на њеном промотивном концерту за нове албуме у Београду на води. Крајем 2023. године започела је своју прву регионалну турнеју под називом Лав, коју је завршила у мају 2025. У јуну 2025. на Првој је приказан документарни серијал од пет епизода о њеној првој турнеји LAV THE SHOWRUNNER, епизоде су такође објављене на њеном јутјуб каналу.

## Дискографија

### Студијски албуми
- Говор тела (2014)
- Богиња (2016)
- Заувек (2018)
- Посесивна (2022)
- Лав (2023)

### Мини-албуми
- Милијарда (2024)

### Синглови
- Дођи (2010)
- Танго (2012)
- Паклени план (2013)
- (2013)
- Алиби (2014)
- (2015)
- Демантујем (2015)
- (2016)
- Љуби, љуби (2016)
- Оперисан од љубави (2017)
- (2020)
- Папи (2020)
- Венчање (2023)
- Тетовиран (2024)

Дуети
- Чили (дует са Дејаном Матићем, 2012)
- Још се браним ћутањем (дует са Аленом Исламовићем, 2016)
- Кидаш ме (дует са Ацом Лукасом, 2018)
- Око моје (дует са Сашом Матићем, 2021)
- Шећеру (дует са Албином, 2022)
- Илегала (дует са Цобијем, 2023)
- Машала (дует са Јеленом Карлеушом, 2023)
- Стара игра (дует са Цобијем, 2025)

## Видеографија

### Телевизија
| Серија   | Година | Улога       |
| -------- | ------ | ----------- |
| Певачица | 2021.  | Ивана Лазић |

### Музички спотови
| Песма                 | Година | Редитељ        |
| --------------------- | ------ | -------------- |
| Паклени план          | 2013.  | Андреј Илић    |
|                       | 2013.  |                |
| Алиби                 | 2014.  |                |
| Доминација            | 2014.  |                |
| Милиметар             | 2014.  |                |
| Две по две            | 2014.  |                |
| Алтер его             | 2014.  |                |
|                       | 2015.  |                |
| Демантујем            | 2015.  |                |
|                       | 2016.  |                |
|                       | 2016.  |                |
| Љуби, љуби            | 2016.  |                |
| Још се браним ћутањем | 2016.  |                |
| Богиња                | 2016.  |                |
| Могла сам             | 2016.  | —              |
| Двострука игра        | 2016.  | —              |
| Баја Папаја           | 2016.  |                |
| Детектив              | 2016.  |                |
| Оперисан од љубави    | 2017.  |                |
| Кидаш ме              | 2018.  |                |
| Хеј, жено             | 2018.  |                |
| Да ме волиш           | 2018.  |                |
| Тако ми и треба       | 2018.  |                |
| Спаваћица             | 2018.  |                |
| Заувек                | 2018.  |                |
| Ово боли              | 2018.  | Дарко Дриновац |
| Пацијент              | 2018.  |                |
| Не сећам се           | 2018.  |                |
| Status Quo            | 2020.  | Душан Јауковић |
| Papi                  | 2020.  |                |
| Црна јутра            | 2021.  |                |
| Око моје              | 2021.  |                |
| Дабогда пропао        | 2021.  |                |
| Riba de luxe          | 2023.  | —              |
| Венчање               | 2023.  |                |
| Лав                   | 2023.  |                |
| Кучкетина             | 2023.  |                |
| Јаша                  | 2023.  |                |
| Не зовите ме          | 2023.  |                |
| Краљица проклетих     | 2023.  |                |
| Илегала               | 2023.  |                |
| Лаке ноте             | 2023.  |                |
| На земљи Бог          | 2023.  |                |
| Дајем годину          | 2023.  |                |
| Они носи праду        | 2024.  |                |
| Господе мој           | 2024.  |                |
| Праштај               | 2024.  |                |
| Стара игра            | 2025.  |                |

#### ТВ верзије
| Песма                                 | Година | Редитељ        |
| ------------------------------------- | ------ | -------------- |
| Љуби, љуби                            | 2016.  | Игор Басоровић |
| Осумњичена                            | 2019.  |                |
| Заувек (Medley Performance)                             | 2019.  | Пеђа Марковић  |
| Посесивна бивша                       | 2022.  | Милош Шаровић  |
| 15ица                                 | 2022.  | Милош Шаровић  |
| Не дам кревет                         | 2022.  | Милош Шаровић  |
| Нема жене                             | 2022.  | Милош Шаровић  |
| Афтер код Милице                      | 2022.  | Милош Шаровић  |
| Мала с Хималаја                       | 2022.  | Милош Шаровић  |
| Шећеру                                | 2022.  | Милош Шаровић  |
| Тачно тако                            | 2022.  | Милош Шаровић  |
| Стриптизете                           | 2022.  | Милош Шаровић  |
| Проверено                             | 2022.  | Милош Шаровић  |
|                                       | 2022.  | Милош Шаровић  |
| Сузо                                  | 2022.  | Милош Шаровић  |
|                                       | 2022.  |                |
|                                       | 2023.  |                |
| Intro (Backdrop Video)                | 2023.  |                |
| La Fiesta Interlude (Backdrop Video)  | 2023.  |                |
| Crna Jutra Interlude (Backdrop Video) | 2023.  |                |

### Рекламе
| Реклама | Година | Редитељ |
| ------- | ------ | ------- |
|         | 2014.  |         |
|         | 2019.  |         |
|         | 2020.  |         |
|         | 2021.  |         |
|         | 2022.  |         |
|         | 2022.  |         |

## Награде

### Оскар популарности
| Година | Номиновани рад  | Награда         | Резултати | Реф. |
| ------ | --------------- | --------------- | --------- | ---- |
| 2012.  | Танго           | Хит године      | Освојено  |      |
| 2013.  | Милица Павловић | Откриће године  | Освојено  |      |
| 2014.  | Милица Павловић | Наступ године   | Освојено  |      |
| 2015.  | Говор тела      | Албум године    | Освојено  |      |
| 2016.  | Милица Павловић | Певачица године | Освојено  |      |
| 2017.  | Богиња          | Албум године    | Освојено  |      |

### Хит - Хрватска
| Година | Номиновани рад | Награда    | Резултати | Реф. |
| ------ | -------------- | ---------- | --------- | ---- |
| 2013.  | Танго          | Хит године | Освојено  |      |

### Царски фестивал
| Година | Номиновани рад | Награда    | Резултати | Реф. |
| ------ | -------------- | ---------- | --------- | ---- |
| 2013.  | Танго          | Хит године | Освојено  |      |

### МAC (Music Awards Ceremony)
| Година | Номиновани рад     | Награда                             | Резултати | Реф. |
| ------ | ------------------ | ----------------------------------- | --------- | ---- |
| 2019.  | Оперисан од љубави | Модерна и традиционална фолк нумера | Освојено  |      |
| 2023.  | Посесивна          | Албум године                        | Освојено  |      |